# Wegahta Gebreyohannes Abera
Wegahta Gebreyohannes Abera   (Tigre, segle XX) és una treballadora humanitària etíop.
És una treballadora humanitària. Va fundar Hdrina, una organització que treballa per combatre la desnutrició causada per la guerra a Tigray, portant aliments a campaments de persones desplaçades i ensenyant jardineria urbana. L'entitat, sense ànim de lucre, també treballa per empoderar dones que han recorregut al treball sexual o patit violència sexual en el context bèl·lic. El 2022 va ser inclosa en la llista de les 100 dones més inspiradores per la BBC.